# Néstor Monge
Néstor William Monge Guevara (San Isidro de El General, Pérez Zeledón, 7 de enero de 1990) es un futbolista costarricense que juega como pivote en el Racing FC Union Luxemburgo de la División Nacional de Luxemburgo.

## Trayectoria
Monge inició su carrera deportiva en las divisiones menores del Municipal Pérez Zeledón, equipo con el cual debutó en la Primera División para el torneo corto 2008-2009, cuando contaba con sólo 18 años. En ese club fue uno de los jugadores más regulares del plantel hasta el 2013, con un total de 106 juegos de campeonato realizados y 4 goles anotados.
En febrero de 2013, se especuló sobre su transferencia a la Liga Premier de Tailandia con el club Bangkok Glass F.C., uno de los equipos más populares de ese país; sin embargo, la contratación nunca se concretó a la fecha.
En mayo de 2013, Monge anunció la posibilidad de jugar en un club de Suramérica, aunque finalmente formalizó un contrato para jugar con el Club Sport Cartaginés por dos años, con una cláusula para poder negociar en el exterior.

En enero de 2015 llegó al Deportivo Saprissa de la Primera División de Costa Rica; comprado desde el Club Sport Cartaginés.
Después de su paso por el Deportivo Saprissa donde fue pieza importante para la obtención  del título 32, Se rumoreaba que Néstor Monge sería jugador del Östersunds FK sin embargo el alto costo que el Deportivo Saprissa pidió imposibilitó que el jugador se fuera a Europa, al término de su contrato, Nestor se va al fútbol guatemalteco donde jugó una temporada para el Club Comunicaciones.

## Selección nacional
Néstor Monge debutó en la selección mayor de Costa Rica en el 2012 frente a Jamaica, su debut por el entrenador colombiano Jorge Luis Pinto, llegando a ser convocado a la Selección de fútbol de Costa Rica  en varias ocasiones y  en diferentes procesos, para el mundial 2014 estuvo en 6 partidos eliminatorios y para el proceso de Rusia estuvo en 2 partidos de eliminatoria, ha tenido participación en varios partidos amistosos, también ha estado en procesos de selecciones menores U-17 y U-23 .
En enero del año 2019, el seleccionador Gustavo Matosas convoca a Monge a la selección para el partido vs Estados Unidos.

## Estadísticas

### Clubes
Actualizado al último partido jugado el 13 de mayo de 2024.
| Club                                  | Div.          | Temporada     | Liga  | Liga  | Liga   | Copas nacionales | Copas nacionales | Copas nacionales | Copas internacionales | Copas internacionales | Copas internacionales | Total | Total | Total  |
| Club                                  | Div.          | Temporada     | Part. | Goles | Asist. | Part.            | Goles            | Asist.           | Part.                 | Goles                 | Asist.                | Part. | Goles | Asist. |
| ------------------------------------- | ------------- | ------------- | ----- | ----- | ------ | ---------------- | ---------------- | ---------------- | --------------------- | --------------------- | --------------------- | ----- | ----- | ------ |
| Pérez Zeledón · Costa Rica            |               |               |       |       |        |                  |                  |                  |                       |                       |                       |       |       |        |
| 1.ª                                   | 2008-09       | 6             | 0     | 0     | —      | —                | —                | —                | —                     | —                     | 6                     | 0     | 0     |        |
| 1.ª                                   | 2009-10       | 16            | 2     | 0     | —      | —                | —                | —                | —                     | —                     | 16                    | 2     | 0     |        |
| 1.ª                                   | 2010-11       | 23            | 0     | 0     | —      | —                | —                | —                | —                     | —                     | 16                    | 2     | 0     |        |
| 1.ª                                   | 2011-12       | 32            | 0     | 1     | —      | —                | —                | —                | —                     | —                     | 32                    | 0     | 1     |        |
| 1.ª                                   | 2012-13       | 33            | 2     | 3     | —      | —                | —                | —                | —                     | —                     | 33                    | 2     | 3     |        |
| Total club                            | Total club    | 110           | 4     | 4     | 0      | 0                | 0                | 0                | 0                     | 0                     | 110                   | 4     | 4     |        |
| C. S. Cartaginés · Costa Rica         |               |               |       |       |        |                  |                  |                  |                       |                       |                       |       |       |        |
| 1.ª                                   | 2013-14       | 28            | 1     | 1     | 4      | 0                | 0                | 2                | 0                     | 0                     | 34                    | 1     | 1     |        |
| 1.ª                                   | 2014-15       | 20            | 0     | 2     | 6      | 0                | 0                | —                | —                     | —                     | 26                    | 0     | 2     |        |
| Total club                            | Total club    | 48            | 1     | 3     | 10     | 0                | 0                | 2                | 0                     | 0                     | 60                    | 1     | 3     |        |
| Deportivo Saprissa · Costa Rica       |               |               |       |       |        |                  |                  |                  |                       |                       |                       |       |       |        |
| 1.ª                                   | 2014-15       | 16            | 0     | 1     | —      | —                | —                | 2                | 0                     | 0                     | 18                    | 0     | 1     |        |
| 1.ª                                   | 2015-16       | 22            | 0     | 0     | 2      | 0                | 0                | 4                | 0                     | 0                     | 28                    | 0     | 0     |        |
| Total club                            | Total club    | 38            | 0     | 1     | 2      | 0                | 0                | 6                | 0                     | 0                     | 46                    | 0     | 1     |        |
| C. S. Cartaginés · Costa Rica         |               |               |       |       |        |                  |                  |                  |                       |                       |                       |       |       |        |
| 1.ª                                   | 2016-17       | 37            | 2     | 1     | —      | —                | —                | —                | —                     | —                     | 37                    | 2     | 1     |        |
| 1.ª                                   | 2017-18       | 14            | 0     | 0     | —      | —                | —                | —                | —                     | —                     | 14                    | 0     | 0     |        |
| Total club                            | Total club    | 51            | 2     | 1     | 0      | 0                | 0                | 0                | 0                     | 0                     | 51                    | 2     | 1     |        |
| Comunicaciones F. C. · Guatemala      |               |               |       |       |        |                  |                  |                  |                       |                       |                       |       |       |        |
| 1.ª                                   | 2017-18       | 14            | 1     | 0     | —      | —                | —                | —                | —                     | —                     | 14                    | 1     | 0     |        |
| Total club                            | Total club    | 14            | 1     | 0     | 0      | 0                | 0                | 0                | 0                     | 0                     | 14                    | 1     | 0     |        |
| C. S. Cartaginés · Costa Rica         |               |               |       |       |        |                  |                  |                  |                       |                       |                       |       |       |        |
| 1.ª                                   | 2018-19       | 30            | 1     | 1     | —      | —                | —                | —                | —                     | —                     | 30                    | 1     | 1     |        |
| Total club                            | Total club    | 30            | 1     | 1     | 0      | 0                | 0                | 0                | 0                     | 0                     | 30                    | 1     | 1     |        |
| Potros UAEM · México                  |               |               |       |       |        |                  |                  |                  |                       |                       |                       |       |       |        |
| 2.ª                                   | 2019-20       | 11            | 1     | 0     | 3      | 0                | 0                | —                | —                     | —                     | 14                    | 1     | 0     |        |
| Total club                            | Total club    | 11            | 1     | 0     | 3      | 0                | 0                | 0                | 0                     | 0                     | 14                    | 1     | 0     |        |
| Cafetaleros de Chiapas · México       |               |               |       |       |        |                  |                  |                  |                       |                       |                       |       |       |        |
| 2.ª                                   | 2019-20       | 5             | 0     | 0     | 1      | 0                | 0                | —                | —                     | —                     | 6                     | 0     | 0     |        |
| Total club                            | Total club    | 5             | 0     | 0     | 1      | 0                | 0                | 0                | 0                     | 0                     | 6                     | 0     | 0     |        |
| Pérez Zeledón · Costa Rica            |               |               |       |       |        |                  |                  |                  |                       |                       |                       |       |       |        |
| 1.ª                                   | 2020-21       | 13            | 0     | 2     | —      | —                | —                | —                | —                     | —                     | 13                    | 0     | 2     |        |
| Total club                            | Total club    | 13            | 0     | 2     | 0      | 0                | 0                | 0                | 0                     | 0                     | 13                    | 0     | 2     |        |
| Jicaral Sercoba · Costa Rica          |               |               |       |       |        |                  |                  |                  |                       |                       |                       |       |       |        |
| 1.ª                                   | 2020-21       | 18            | 0     | 0     | —      | —                | —                | —                | —                     | —                     | 18                    | 0     | 0     |        |
| Total club                            | Total club    | 18            | 0     | 0     | 0      | 0                | 0                | 0                | 0                     | 0                     | 18                    | 0     | 0     |        |
| C. D. Guastatoya · Guatemala          |               |               |       |       |        |                  |                  |                  |                       |                       |                       |       |       |        |
| 1.ª                                   | 2021-22       | 4             | 0     | 0     | —      | —                | —                | —                | —                     | —                     | 4                     | 0     | 0     |        |
| Total club                            | Total club    | 4             | 0     | 0     | 0      | 0                | 0                | 0                | 0                     | 0                     | 4                     | 0     | 0     |        |
| Pérez Zeledón · Costa Rica            |               |               |       |       |        |                  |                  |                  |                       |                       |                       |       |       |        |
| 1.ª                                   | 2021-22       | 28            | 2     | 1     | —      | —                | —                | —                | —                     | —                     | 28                    | 2     | 1     |        |
| Total club                            | Total club    | 28            | 2     | 1     | 0      | 0                | 0                | 0                | 0                     | 0                     | 28                    | 2     | 1     |        |
| Guadalupe F. C. · Costa Rica          |               |               |       |       |        |                  |                  |                  |                       |                       |                       |       |       |        |
| 1.ª                                   | 2022-23       | 22            | 1     | 1     | —      | —                | —                | —                | —                     | —                     | 22                    | 1     | 1     |        |
| Total club                            | Total club    | 22            | 1     | 1     | 0      | 0                | 0                | 0                | 0                     | 0                     | 22                    | 1     | 1     |        |
| F. C. Differdange 03 Luxemburgo       |               |               |       |       |        |                  |                  |                  |                       |                       |                       |       |       |        |
| 1.ª                                   | 2023-24       | 20            | 0     | 2     | 1      | 0                | 0                | 2                | 0                     | 1                     | 23                    | 0     | 3     |        |
| Total club                            | Total club    | 20            | 0     | 2     | 1      | 0                | 0                | 2                | 0                     | 1                     | 23                    | 0     | 3     |        |
| Racing FC Union Luxemburgo Luxemburgo |               |               |       |       |        |                  |                  |                  |                       |                       |                       |       |       |        |
| 1.ª                                   | 2024-25       | 2             | 1     | 0     | 0      | 0                | 0                | 0                | 0                     | 0                     | 0                     | 0     | 0     |        |
| Total club                            | Total club    | 2             | 1     | 0     | 0      | 0                | 0                | 0                | 0                     | 0                     | 0                     | 0     | 0     |        |
| Total carrera                         | Total carrera | Total carrera | 414   | 15    | 16     | 17               | 0                | 0                | 10                    | 0                     | 1                     | 439   | 13    | 17     |
| 1. 2. Fuente:Transfermarkt            |               |               |       |       |        |                  |                  |                  |                       |                       |                       |       |       |        |

## Palmarés

### Títulos nacionales
| Título                          | Club                 | País       | Año  |
| ------------------------------- | -------------------- | ---------- | ---- |
| Torneo de Copa de Costa Rica    | C. S. Cartaginés     | Costa Rica | 2015 |
| Primera División de Costa Rica  | Deportivo Saprissa   | Costa Rica | 2016 |
| División Nacional de Luxemburgo | F. C. Differdange 03 | Luxemburgo | 2024 |